# Jan van Horne (1380-1436)
Jan van Horne (ca. 1380 - Oostende, 23 augustus 1436) was een edelman uit het huis Horne in dienst van de Bourgondische hertogen.
Hij was de zoon van Arnold van Horne en van Johanna van Hondschote.
Van zijn vader erfde hij de heerlijkheden Baucigny, Montcornet, Heeze en Leende.
Van zijn moeder erfde hij de heerlijkheden Hondschote, Houtkerke, Lokeren en de burggravenambten van Veurne en van Sint-Winoksbergen.
De in geldnood verkerende Jacob van Gaasbeek (van Abcoude) sloot bij hem een lening af met de heerlijkheid Gaasbeek als onderpand; vervolgens verkocht hij hem deze in 1434.
Jan van Horne was hofmaarschalk van Brabant en grootkamerheer van zowel Jan zonder Vrees als Filips de Goede.
In 1420 werd hij bij de belegering van Melun tot ridder geslagen.
Hij had als kastelein van het Slot Loevestein manschappen van Jacoba van Beieren in bewaring.

## Beleg van Calais
Na het sluiten van de vrede van Atrecht waren de Vlaamse ingezetenen in Engeland het slachtoffer van plunderingen. Filips de Goede besloot hiertegen op te treden door het beleg te slaan voor Calais.
Jan werd, in de functie van admiraal van de Vlaamse vloot, belast met het dekken van de Vlaamse kust. Gedwongen door de weersomstandigheden kon hij niet voor Calais voor anker blijven liggen en keerde terug richting Holland. Een Engelse vloot zag daarop kans een expeditieleger onder leiding van Humfred van Gloucester ter versterking van Calais aan te voeren en vervolgens de Vlaamse kust te plunderen.
Getergd door de Engelse aanvallen hield de Vlaamse bevolking Jan van Horne hiervoor verantwoordelijk; hij werd hierop in de duinen bij Oostende gelyncht.

## Huwelijk en nalatenschap
Jan trouwde in 1410 met Margaretha de la Tremouille, dochter van Pierre, baron van Dours.
Zij hadden één kind:
- Filips van Horne (1421)